# Ricardo Odnoposoff

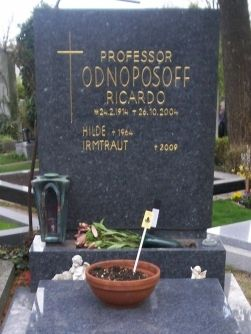
Tomba Ricardi Odnoposoff

Ricardo Odnoposoff (Buenos Aires, 24 de febrer de 1914 - Viena, 26 d'octubre de 2004) va ser un violinista argentí-austríac-americà jueu del segle xx. Havia estat concertino de l'Òpera Estatal de Viena i la Filharmònica de Viena. Va ser acomiadat el dia 1 de setembre 1938, perquè era incapaç de produir un Ariernachweis (certificat de raça ària). Amb el temps es va convertir en un ciutadà dels Estats Units.

## Vida primerenca i estudis
Ricardo era un de tres germans nascuts a Buenos Aires, fill de Mauricio (ortografia alternativa: Moisés) Odnoposoff i Juana (de soltera Veinstien; ortografia alternativa Weinstien). Mauricio Odnoposoff havia emigrat des de Rússia a l'Argentina amb el seu pare, i posteriorment es va traslladar a Alemanya amb la seva dona i els seus tres fills, Ricardo, Adolfo i Nélida. Ricardo, que havia après a tocar el violí a Buenos Aires, va esdevenir alumne de l'Acadèmia de Música de Berlín l'any 1928. A partir de 1931 va continuar els seus estudis de violí sota la tutela de Carl Flesch, i va estudiar també composició amb Paul Hindemith. Al final del seu aprenentatge, a l'edat de només 17 anys, va actuar per primera vegada com a solista amb l'Orquestra Filharmònica de Berlín sota la batuta del director Erich Kleiber.
El 1932 va guanyar el primer premi en el prestigiós Concurs de Violí a Viena, i el 1937 el segon premi en el Concurs d'Eugène Ysaÿe a Brussel·les. David Oistrakh, que es va endur el primer premi, va informar en una carta a la seva esposa sobre la competició de Brussel·les: "... quan vaig arribar, Odnoposoff tocava Txaikovski. Ho feia meravellosament."
Odnoposoff ja era un seguidor d'Arnold Rosé, concertino de l'Orquestra Filharmònica de Viena, i va ensenyar a l'Acadèmia Estatal, on Norbert Brainin, el futur líder del Quartet Amadeus, va ser un dels seus alumnes.
El 1933, sense una audició, Clemens Krauss, director de l'Òpera de Viena, va oferir el jove Odnoposoff, de 19 anys, una posició com a concertino.

## Carrera

### Arribada del nazisme
Amb la fi de la República de Weimar i l'arribada de Hitler al poder, la música i la cultura van patir un canvi dràstic. El règim afavoria la vida musical, però només aquella que s'entenia com a "música nacional":
"La Cambra de Cultura del Reich […] s'encarregava de promoure un art útil a la "comunitat nacional", és a dir, un art que lloés les virtuts de "la sang i la terra", la puresa de la raça, l'esperit de sacrifici i la fidelitat al Führer, la maternitat de les dones i la virilitat dels homes."
Així doncs, aquella música que es considerava "degenerada" (el jazz, la música dels jueus, etc.) va resultar fortament reprimida i perseguida. La cultura dels "no-aris" va ser exclosa, segregada, "guetitzada" i, finalment, eliminada de l'Alemanya nazi.

### Exili
Després de l'Anschluss (annexió d'Àustria a l'Alemanya nazi), Odnoposoff va ser incapaç de produir un Ariernachweis (certificat de raça ària), que es demanava a tots els treballadors culturals. Per tant, va ser acomiadat el dia 1 de setembre de 1938 de l'Orquestra de l'Òpera de Viena i la Filharmònica de Viena i va haver de tornar a l'Argentina, passant prèviament per Bèlgica.
L'exili no era fàcil per a la majoria de músics, especialment per als joves. "Sovint els compositors que havien nascut després del 1900 no havien tingut prou temps per desenvolupar un estil propi, i això va tenir una doble conseqüència: d'una banda, els va resultar més difícil imposar-se en el nou entorn cultural de l'exili; d'altra, quan van poder tornar a compondre lliurement en els seus països d'origen, es van sentir exclosos de la vida musical contemporània, ja que per a les avantguardes radicals havien quedat obsolets." En gran part dels casos, anar a l'exili suposava una pèrdua de públic i, en conseqüència, una pèrdua de treball.
Sembla que aquest no va ser del tot el cas de Ricardo. A principis de la dècada de 1940 Odnoposoff es va mudar als Estats Units, on va tenir lloc el seu debut al Carnegie Hall el 1944. Segons el New York Times, Odnoposoff "va prendre a la seva audiència per la tempesta pel virtuosisme, el poder i el foc de les seves actuacions." Durant aquest temps va treballar amb directors com Leonard Bernstein, Arturo Toscanini, Fritz Busch i André Cluytens i va treballar com a professor, i el 1953 es va convertir en ciutadà nord-americà.

### Tornada a Àustria
El 1956 Ricardo Odnoposoff va tornar a Viena i va ensenyar fins al 1993 a l'Acadèmia de Música, on Joseph Sivo va ser un dels seus estudiants. Va produir alguns enregistraments amb l'Orquestra Simfònica de la WDR de Colònia sota la direcció de Franz Marszalek, com ara el Concert per a violí no. 22 de Viotti. Des de 1964 Odnoposoff també va exercir com a professor a la Universitat de Música i Arts Escèniques de Stuttgart, on, entre d'altres, Michael Jelden, Alfred Csammer, Michael Eichinger, Helmut Mebert i Rainer Kussmaul estaven entre els seus deixebles. De 1975 a 1984 va impartir classes a l'Acadèmia de Música de Zúric.
Odnoposoff va tocar el violí "ex Ladenburg" Guarneri del Gesù de 1735. La seva forma de tocar el violí era excel·lent, amb un gran so, però suau, amb un domini magistral de la tècnica; de natura sensible i ricament musical. Moltes de les seves fotografies reflecteixen la gran alegria que hi havia darrere de la seva forma de tocar.
La seva tomba es troba a Viena, al cementiri de Grinzinger (Grup 19, no. 36A).

## Premis
- Decoració d'Àustria per a la Ciència i l'Art
- Medalla d'Honor de la capital austríaca, Viena, en plata
- Medalla al Mèrit de l'Estat de Baden-Württemberg
- Medalla Nicolai i membre honorari de la Filharmònica de Viena

## Família musical
El germà de Ricardo, Adolfo Odnoposoff, va ser un famós violoncel·lista a Israel i Amèrica. L'any 1986, Ricardo, Adolfo i la seva dona, Berthe Odnoposoff, van interpretar el Triple Concert de Beethoven amb l'Orquestra Simfònica Nacional de Guatemala, sota la direcció de Jorge Sarmientos, en l'últim concert en què van actuar junts, i que es va convertir en comiat.
La germana de Ricardo, Nélida Odnoposoff (nascuda el 1919), va ser una pianista argentina aclamada per la crítica, el debut europeu de la qual es va produir el 1935 a Berlín. Va créixer a Buenos Aires, on va ser una protegida del pianista argentí Edmundo Piazzini. A Berlín, va estudiar amb Hansi Freudberg. Nélida va fer concerts fins a finals de la dècada de 1950. Durant la dècada de 1940 es va associar amb l'Òpera i Ballet de Montevideo i va actuar com a solista en orquestres importants de l'Amèrica Llatina.

## Altres fonts
- Oesterreichisches Musiklexikon. Volum 3. (ed. Rudolf Flötzinger), Acadèmia de Ciències d'Àustria, Viena 2004, ISBN 3-7001-3045-7.
- Victims, perpetrators, spectators. 70 years later - The Vienna State Opera catàleg de l'exposició de l'Òpera Estatal de Viena, Viena 2008.
- Query: Opinions a New York Times